# A Time for Choosing
A Time for Choosing (dt. etwa: Eine Zeit um (zwischen Alternativen) auszuwählen) bezeichnet eine Rede von Ronald Reagan aus dem US-Präsidentschaftswahlkampf von 1964. Er hielt sie zur Unterstützung des damaligen republikanischen Kandidaten Barry Goldwater.

## Bedeutung
In den USA ist die Rede auch bekannt als The Speech. Sie wurde erstmals am 27. Oktober 1964 ausgestrahlt im Rahmen eines TV-Programms mit dem Titel Rendezvous with Destiny (dt. Rendezvous mit dem Schicksal), in dem für den Kandidaten Goldwater geworben wurde (Reagan gebrauchte gegen Ende der Rede den Satz „You and I have a rendezvous with destiny“). Anschließend wurde sie eine Woche lang mehrfach wiederholt.
Obwohl Goldwater ein historisch schlechtes Ergebnis einfuhr und gegen Lyndon B. Johnson mit gewaltigem Abstand verlor, markiert die Rede den Anfang der politischen Karriere Ronald Reagans, der kurz darauf erfolgreich als Gouverneur von Kalifornien kandidierte.

## Inhalte
In der Rede wurde Reagans künftiges Programm sichtbar, er trat außenpolitisch für die Befreiung von „Millionen von Menschen, versklavt hinter dem Eisernen Vorhang“ ein und innenpolitisch für die weitestgehende Zurückdrängung staatlichen Einflusses. In mehreren Beispielen spricht Reagan von big government und zu hohen Steuern und fordert eine Ende des von Präsident Johnson initiierten Krieg gegen die Armut. In außenpolitischen Fragen ist er gegen das Risiko der Beschwichtigung und will Frieden durch Stärke.